# 18857 Lalchandani
18857 Lalchandani este un asteroid din centura principală de asteroizi.

## Descriere
18857 Lalchandani este un asteroid din centura principală de asteroizi. A fost descoperit pe 9 septembrie 1999 la Socorro, New Mexico, în cadrul proiectului LINEAR. Asteroidul prezintă o orbită caracterizată de o semiaxă mare de 2,34 ua, o excentricitate de 0,07 și o înclinație de 5,9° în raport cu ecliptica.